# Tongeren (stacja kolejowa)
Tongeren (ned: Station Tongeren) – stacja kolejowa w Tongeren, w prowincji Limburgia, w Belgii. Znajduje się na linii 24 Tongeren - Aachen West i 34 Hasselt - Liège.

## Linie kolejowe
- 24 Tongeren - Aachen West
- 34 Hasselt - Liège

## Połączenia
Tygodniowe
| Typ pociągu | Trasa                                                     | Częstotliwość |
| ----------- | --------------------------------------------------------- | ------------- |
| IC 13       | Maastricht - Liège - Hasselt                              | 1x/u          |
| IC 20       | Tongeren - Hasselt - Bruksela - Aalst - Gent-Sint-Pieters | 1x/u          |

Weekendowe
| Typ pociągu | Trasa                                            | Częstotliwość |
| ----------- | ------------------------------------------------ | ------------- |
| IC 09       | Antwerpia Centralna - Hasselt - Liège-Guillemins | 1x/u          |